# Castelo (Sesimbra)
Castelo es una freguesia portuguesa del municipio de Sesimbra, con 178,77 km² de área y 15 207 habitantes (2001). Densidad: 85,1 hab/km².

## Patrimonio
- Estación arqueológica de Lapa do Fumo
- Castillo de Sesimbra, Iglesia de Nossa Senhora do Castelo (Sesimbra)
- Conjunto del Santuario de Nossa Senhora da Pedra Mua - Iglesia de Nossa Senhora do Cabo, Ermita da Memória, Casa dos Círios, Terreiro no Cabo Espichel, Cruzeiro, Casa da Água e Aqueduto no Cabo Espichel.
- Monumento megalítico da Roça do Casal do Meio
- Forte do Cavalo o Forte de São Teodósio da Ponta do Cavalo

- Datos: Q2119183
- Multimedia: Castelo (Sesimbra) / Q2119183